# Чернецкое (деревня, Москва)
Чернецкое — деревня в Троицком административном округе Москвы (до 1 июля 2012 года в составе Подольского района Московской области). Входит в состав района Вороново.

## Население
| 1859 | 1890 | 1899 | 1926 | 2002 | 2006 | 2010 |
| ---- | ---- | ---- | ---- | ---- | ---- | ---- |
| 544  | ↗591 | ↗675 | ↘547 | ↘48  | ↘43  | ↗45  |

Согласно Всероссийской переписи, в 2002 году в деревне проживало 48 человек (26 мужчин и 22 женщины). По данным на 2005 год в деревне проживало 43 человека.

## География
Деревня Чернецкое расположена в юго-восточной части Троицкого административного округа, у границы с Чеховским районом, примерно в 59 км к юго-юго-западу от центра города Москвы.
В 9 км северо-западнее деревни проходит Варшавское шоссе, в 13 км к востоку — Симферопольское шоссе М2, в 13 км к северо-востоку — Московское малое кольцо А107. У деревни Чернецкое берёт начало река Трешня.
В деревне одна улица — Кооперативная, приписано 13 садоводческих товариществ (СНТ) и садоводческий кооператив (СПК). Ближайший населённый пункт — деревня Вяткино.

## История
В «Списке населённых мест» 1862 года Вельяминова (Чернецкое) — казённая деревня 1-го стана Подольского уезда Московской губернии по левую сторону Московско-Варшавского шоссе, из Подольска в Малоярославец, в 27 верстах от уездного города и 11 верстах от становой квартиры, при пруде и колодцах, с 95 дворами и 544 жителями (236 мужчин, 308 женщин).
По данным на 1890 год — деревня Клёновской волости Подольского уезда с 591 жителем, имелась земская школа.
В 1913 году — 114 дворов, земское училище, чайная лавка.
По материалам Всесоюзной переписи населения 1926 года — центр Чернецкого сельсовета Клёновской волости Подольского уезда в 9,6 км от Варшавского шоссе и 9,6 км от станции Столбовая Курской железной дороги, проживало 547 жителей (239 мужчин, 308 женщин), насчитывалось 120 крестьянских хозяйств.
1929—1954 гг. — населённый пункт в составе Лопасненского района Московской области.
1954—1959 гг. — в составе Чеховского района Московской области.
1959—1963 гг. — в составе Серпуховского района (до 2.07.1959) и Подольского района Московской области.
1963—1965 гг. — в составе Ленинского укрупнённого сельского района Московской области.
1965—2012 гг. — в составе Подольского района Московской области.
С 2012 г. — в составе города Москвы.

## Транспорт

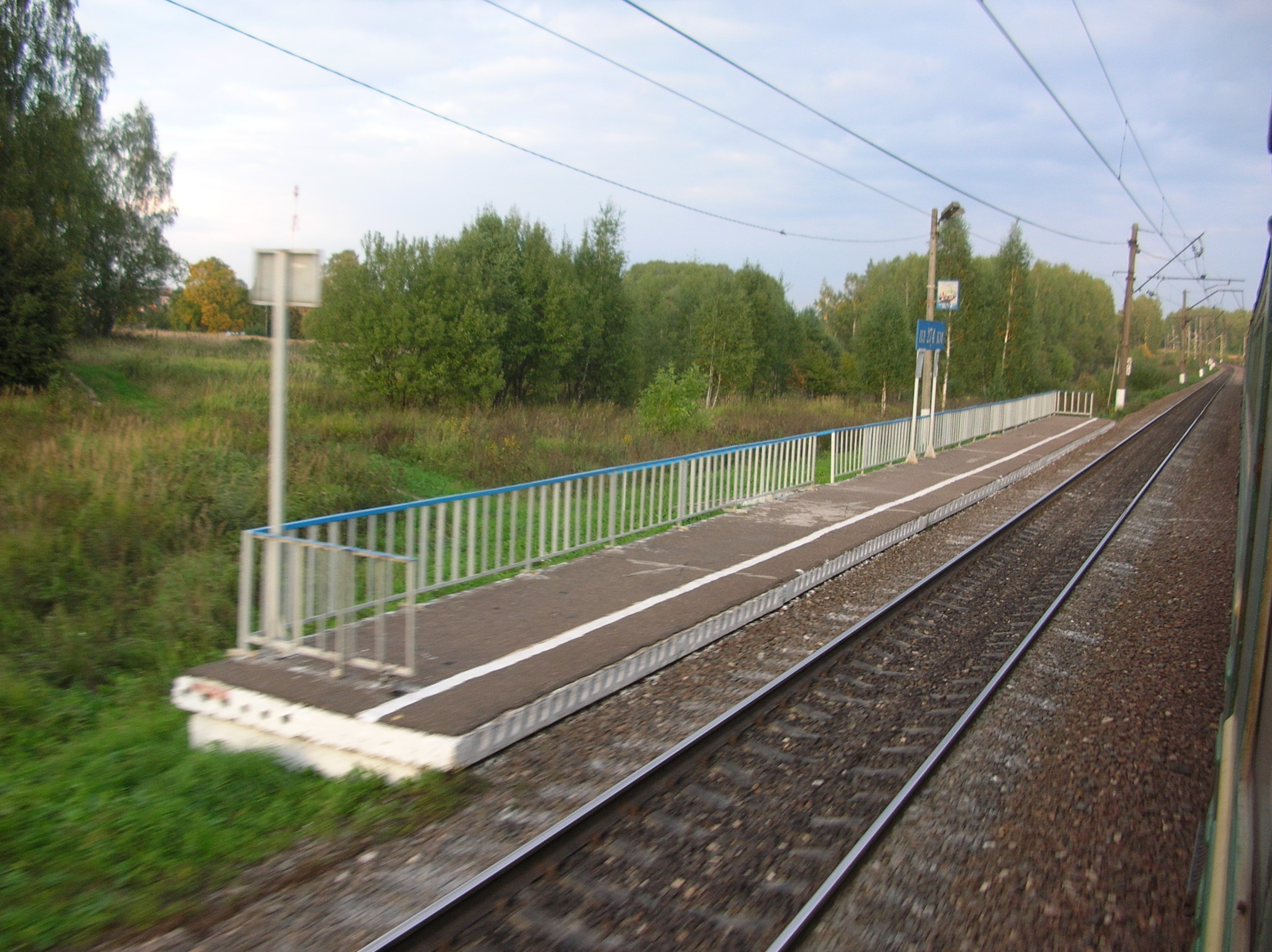
Платформа 274 км

К югу от деревни расположена железнодорожная платформа 274 км Большого кольца Московской железной дороги. На платформе останавливаются электропоезда, курсирующие на участке кольца Поварово-2 — Кубинка-1 — Бекасово-1 — Столбовая — Детково и электропоезда маршрута Апрелевка — Детково.
От деревни Чернецкое существует автобусное сообщение с Подольском (маршрут № 1033: станция Подольск — Клёново — Чернецкое — Вяткино — Жохово).